# João Donato

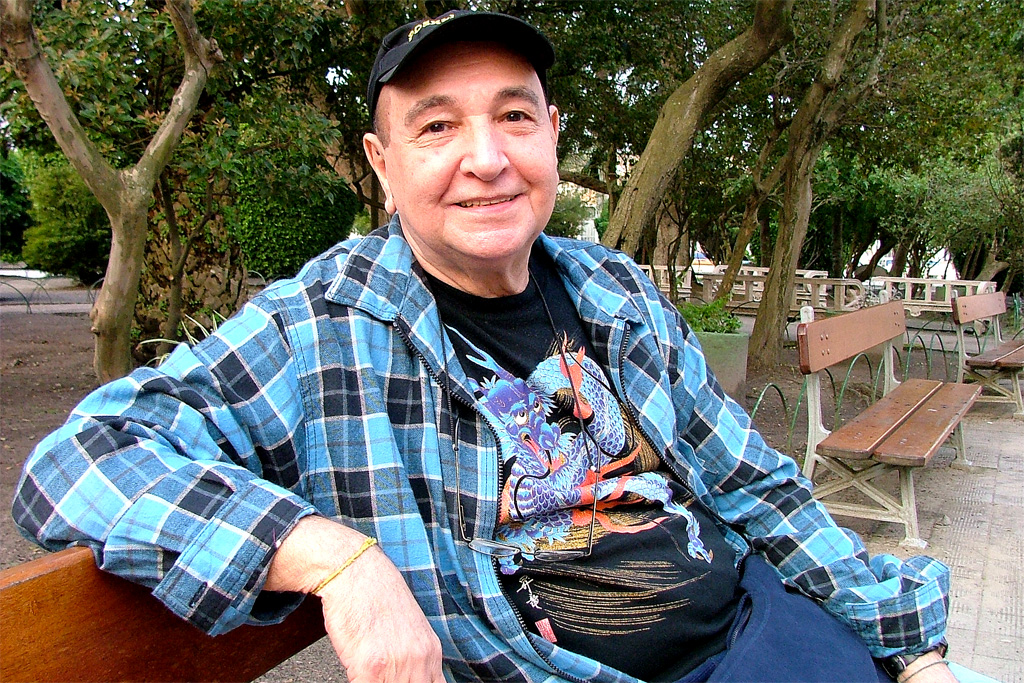
Donato in Rio Grande, 2007

João Donato de Oliveira Neto (* 17. August 1934 in Rio Branco, Acre; † 17. Juli 2023 in Rio de Janeiro) war ein brasilianischer Pianist, Sänger und Komponist im Jazzgenre und der Bossa Nova.

## Leben
Donato, Sohn eines Piloten, wuchs in einer musikalischen Familie auf und zeigte schon früh Begabung für die Musik. Sein Vater spielte Mandoline, seine Mutter sang und Eneyda, seine ältere Schwester, spielte Klavier. Die jüngere Schwester, welche mehr der Literatur zugetan war, spielte später eine große Rolle bei den Kompositionen ihres Bruders. Sein erstes Instrument war ein Akkordeon, mit dem er im Alter von acht Jahren sein erstes Stück, den Walzer Nini komponierte. Vor seinem zwölften Geburtstag schenkte ihm der Vater Akkordeons mit 24 und 120 Bässen.
1945 wurde der Vater nach Rio de Janeiro versetzt. Dort wirkte João Donato musikalisch an Feiern der Schulen des Stadtteils Tijuca und Umgebung mit. Eine Teilnahme bei Ary Barrosos Talentsuche im Fernsehen wurde abgelehnt, weil man keine „Wunderkinder“ zeigen mochte. Bevor er 1949 professioneller Musiker im Alter von 15 Jahren wurde, beteiligte er sich bei Jamsessions im Hause des Sängers Dick Farney und beim Sinatra-Farney Fan Club, wo er auch Mitglied war. Johnny Alf, Nora Ney, Dóris Monteiro, Paulo Moura und sogar Jô Soares, an den Bongos, waren an diesen Sessions beteiligt.
Bei seiner ersten Aufnahme mit der Band des Flötisten Altamiro Carrilho spielte er zwei Stücke: Brejeiro von Ernesto Nazareth und Feliz aniversário von Altamiro. Kurz danach wechselte er zu der Gruppe des Violinisten Fafá Lemos als Ersatz für Chiquinho do Acordeom. 1953 spielte er mit Os Namorados.
Donato arbeitete mit allen wichtigen Vertretern der Bossa Nova-Bewegung, wie mit João Gilberto, Tom Jobim, Vinícius de Moraes und Johnny Alf. 1958 schrieb er mit Gilberto seinen ersten Hit, Minha Saudade. Er ist dafür bekannt, als Musiker verschiedene Stilrichtungen wie Jazz und Lateinamerikanische Musik zu verbinden. Donato trat mit seiner Band João Donato e seu Trio auf und veröffentlichte nach Angaben von Allmusic 29 Alben unter eigenem Namen. Des Weiteren arbeitete er zusammen mit Altamiro Carrilho, später mit Tom Jobim, Astrud Gilberto und vielen anderen. Einen Großteil der 1960er Jahre lebte er ebenso wie in den frühen 1970er Jahren in den USA und nahm mit Bud Shank, Ron Carter, Airto Moreira, Randy Brecker, Ray Barretto, Mongo Santamaría, Tito Puente, Cal Tjader und dann mit Eumir Deodato auf. Ab 1974 arbeitete er mit Gal Costa; mit Gilberto Gil komponierte er Lugar Comum (1974), Bananeira, Emoriô und Tudo Tem (alle 1975). 2008 nahm er mit Luiz Alves, Raul de Souza und Robertinho Silva die CD Bossa eterna auf, die bei Mistura Fina (RJ) erschien. Im selben Jahr trat er mit Luiz Alves, Raul de Souza und Robertinho Silva im Projekt Sarau da Pedra auf.
2010 gewann er bei den 11. Latin Grammy Awards einen Grammy für Sambolero in der Kategorie „Best Latin Jazz Album“, einen weiteren Grammy erhielt er in der Sparte „Lifetime Achievement Award“.
Er starb am 17. Juli 2023 im Alter von 88 Jahren in Rio de Janeiro.